# Кипърска трета дивизия
Кипърската трета дивизия (на гръцки: Γ 'Κατηγορία) е третото ниво на футбола в Кипър.

## Структура
Дивизията е полупрофесионална, съдържа 16 отбора. Играят два пъти един срещу друг, веднъж като домакин и веднъж като гост, общо 26 мача за отбор. Първите три отбора печелят промоция за втора дивизия, а последните три изпадат в СТОК елитна дивизия.

## Отбори за сезон 2015/2016
- Ахиронас Лиопетриу
- Акритас Хлоракас
- Алки Ороклини
- Аматос Агио Тихона
- АПЕП Питсилия
- Халканорас Идалиу
- Дигенис Морфу
- ЕНИ Дигенис Ипсона
- Етникос Асия
- Етникос Лацион
- Ираклис Геролаку
- Курис Ерими
- МЕАП Нису
- Олимпиада Лимпион
- Ормидия
- ПО Ксилотимпу